# Север-ду-Вога
Север-ду-Вога (порт. Sever do Vouga; [sɨ'vɛɾ du 'vo(ou)gɐ]) — посёлок городского типа в Португалии, центр одноимённого муниципалитета в составе округа Авейру. Находится в составе крупной городской агломерации Большое Авейру. По старому административному делению входил в провинцию Бейра-Литорал. Входит в экономико-статистический субрегион Байшу-Воуга, который входит в Центральный регион. Численность населения — 2,7 тыс. жителей (посёлок), 13,2 тыс. жителей (муниципалитет). Занимает площадь 129,85 км².
Покровителем посёлка считается Дева Мария.
Праздник города — 21 сентября.

## Расположение
Посёлок расположен в 25 км на северо-восток от адм. центра округа города Авейру.
Муниципалитет граничит:
- на севере — муниципалитет Вале-де-Камбра
- на востоке — муниципалитет Оливейра-де-Фрадеш
- на юге — муниципалитет Агеда
- на западе — муниципалитет Албергария-а-Велья, Оливейра-де-Аземейш

## История
Город основан в 1514 году.

## Население
| Численность населения муниципалитета по годам | Численность населения муниципалитета по годам | Численность населения муниципалитета по годам | Численность населения муниципалитета по годам | Численность населения муниципалитета по годам | Численность населения муниципалитета по годам | Численность населения муниципалитета по годам | Численность населения муниципалитета по годам | Численность населения муниципалитета по годам |
| --------------------------------------------- | --------------------------------------------- | --------------------------------------------- | --------------------------------------------- | --------------------------------------------- | --------------------------------------------- | --------------------------------------------- | --------------------------------------------- | --------------------------------------------- |
| 1801                                          | 1849                                          | 1900                                          | 1930                                          | 1960                                          | 1981                                          | 1991                                          | 2001                                          | 2004                                          |
| 4454                                          | 6394                                          | 9002                                          | 12 038                                        | 14 077                                        | 13 783                                        | 13 826                                        | 13 186                                        | 12 940                                        |

## Состав муниципалитета
В муниципалитет входят следующие районы:
1. Седрин
2. Коту-де-Эштевеш
3. Дорнелаш
4. Парадела
5. Пессегейру-ду-Вога
6. Рокаш-ду-Вога
7. Север-ду-Вога
8. Силва-Эшкура
9. Тальядаш